# First lady

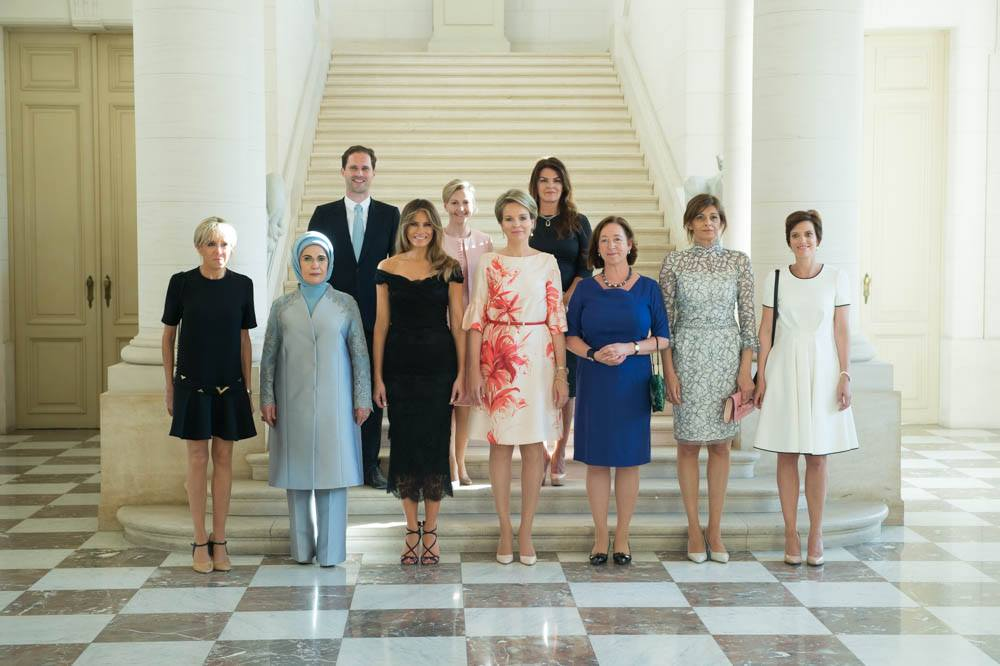
Le first lady e un first gentleman di Paesi NATO ricevuti dalla regina Matilde del Belgio presso il castello di Laeken, 2017.

Con l'espressione first lady (lett. "prima signora") viene comunemente indicata la moglie del presidente degli Stati Uniti e, per estensione, la consorte di un qualsiasi capo di Stato di sesso maschile.
Negli Stati Uniti, in particolare, viene spesso indicata anche la figura della second lady o second gentleman, ovvero il consorte del vicepresidente.
Un termine analogo è première dame, usato soprattutto in riferimento alla consorte del presidente di Francia.

## Storia
La locuzione ha origine negli Stati Uniti, usata per la prima volta nel 1849 per Dolley Payne Todd Madison, moglie del presidente James Madison.
In lingua inglese, il termine è talvolta anche usato per descrivere una donna considerata al vertice della sua professione o arte.
Tra le "first lady" più note internazionalmente si possono citare Eleanor Roosevelt, moglie di Franklin D. Roosevelt, Jacqueline Kennedy, moglie di John F. Kennedy, nonché Evita Perón ed Isabel Martínez de Perón, entrambe famose mogli (primera dama) del presidente argentino Juan Domingo Perón, la seconda delle quali fu sua vicepresidente e gli succedette nella carica presidenziale; in anni più recenti, Nancy Reagan, Barbara e Laura Bush, Hillary Clinton, Michelle Obama o, per estensione, fuori dal mondo anglosassone, Raisa Gorbačëva e Cristina Kirchner, che è divenuta poi presidente del paese del quale è stata first lady, l'Argentina. La locuzione ha trovato una certa eco anche in Italia – si pensi ad esempio alla grande notorietà raggiunta da Franca Pilla, moglie di Carlo Azeglio Ciampi – dove però la consorte del presidente della Repubblica assume il titolo di "prima donna". In Francia, invece, si usa l'espressione equivalente di "première dame".

## La figura maschile: il «first gentleman» e altre variazioni
L'equivalente maschile del titolo nei paesi in cui il coniuge del capo di Stato un uomo, come le Filippine o Malta, è first gentleman. Nel 2020, Doug Emhoff, coniuge della vicepresidente Kamala Harris, è diventato il primo coniuge maschio di un vicepresidente degli Stati Uniti. "First gentleman" è utilizzato negli Stati Uniti per il coniuge maschio di un sindaco o di un governatore.
First spouse e first partner, entrambe rare varianti del titolo, possono essere utilizzate in entrambi i casi in cui il coniuge di un leader politico è di qualsiasi genere. Questo termine è utilizzato per promuovere l'uguaglianza di genere e la neutralità di genere.
Negli Stati Uniti, collettivamente, il presidente degli Stati Uniti e la sua consorte sono noti come la first couple (lett. "prima coppia")  e, se hanno figli, sono solitamente indicati come la first family (lett. "prima famiglia").

## Nel mondo

### Argentina
- Primera dama e primer caballero dell'Argentina

### Brasile
- Primeira-dama del Brasile

### Filippine
- First Lady e Gentleman delle Filippine

### Francia
- Première dame di Francia

### Italia
- Consorti dei presidenti della Repubblica Italiana

### Russia
- First Lady della Federazione Russa

### Stati Uniti d'America

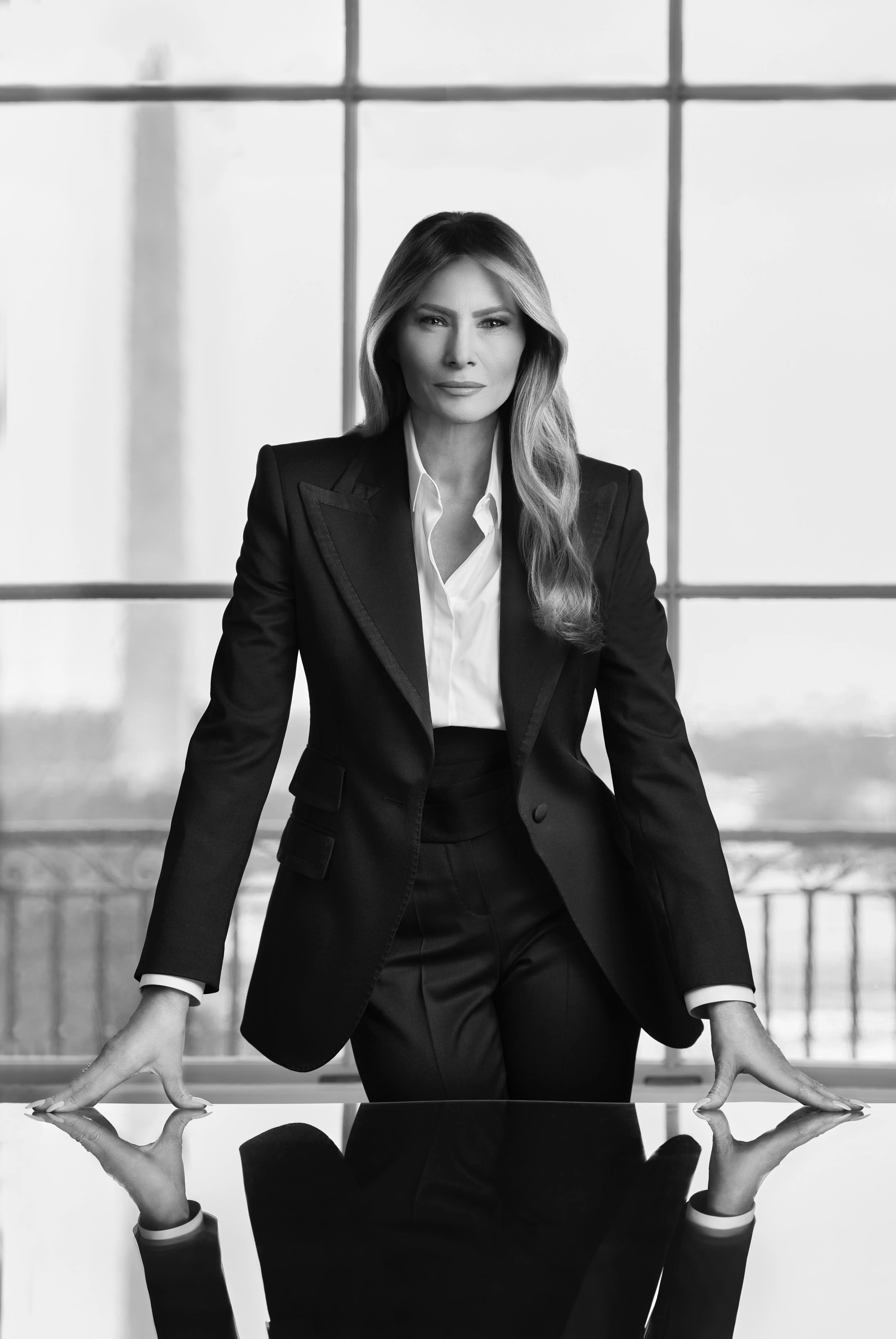
Melania Trump, attuale first lady degli Stati Uniti d'America

Esiste anche per il Vicepresidente, la Second lady degli Stati Uniti d'America.